# Канто, Эрнесто
Эрнесто Канто Гудиньо (исп. Ernesto Canto Gudiño; 18 октября 1959, Мехико — 20 ноября 2020, Мехико) — мексиканский легкоатлет (спортивная ходьба), олимпийский чемпион и чемпион мира.

## Биография
Спортивной ходьбой начал заниматься в раннем возрасте. Свой первый национальный юношеский титул чемпиона среди спортсменов в возрасте до 18 лет он выиграл в 13-летнем возрасте. Далее выиграл ряд титулов на национальном и континентальном уровнях в юниорских и юношеских возрастных категориях.
Первый большой успех на соревнованиях среди взрослых пришёл к Канто в 1981 году на Кубке мира по спортивной ходьбе в Валенсии, где он победил на дистанции на 20 км со временем 1: 23.52 и обошёл бронзового призёра Олимпийских игр 1980 года Роланда Визера из Восточной Германии.
Канто стал первым истории чемпионом мира в ходьбе на 20 километров в Хельсинки в 1983 году. В противостоянии с чехословацким ходоком Йозефом Прибилинцем на завершающей стадии дистанции он сумел оторваться перед входом на стадион и в конечном итоге победить с 10-секундным опережением со временем 1: 20.49.
Через 17 дней после чемпионата мира Канто выиграл титул чемпиона Панамериканских игр в Каракасе. А через месяц после этого он занял второе место на Кубке мира.
В следующем году на соревнованиях «Søfteland Grand Prix» в Бергене Канто установил мировой рекорд в ходьбе на 20 км на стадионе. До него никто в истории не преодолевал эту дистанцию, быстрее 1:20 минут, Канто же показал на финише время — 1: 18.40,0 — на 50 секунд быстрее действующего на то время высшего мирового достижения в шоссейной ходьбе на той же дистанции. Рекорд мексиканца продержался восемь лет.
На Олимпийских играх 1984 года в Лос-Анджелесе Канто был одним из фаворитов на победу на 20-километровой дистанции. Олимпийский чемпион 1980 года Маурицио Дамилано форсировал темп на первых 15 километрах, но Канто вновь оказался сильнее на последних пяти километрах. Поддерживаемый многочисленной среди болельщиков мексиканской диаспорой в Лос-Анджелесе, Канто вместе с Раулем Гонсалесом возглавил мексиканский финиш на дистанции, победив с результатом 1: 23.13.
Через восемь дней Гонсалес выиграл олимпийский титул на 50 км, а Канто занял десятое место.
Последняя медаль мировых чемпионатов была завоёвана Канто на чемпионате мира в помещении 1987 года в Индианаполисе, где он стал третьим в ходьбе на 5000 м. Месяцем позже, в соревнованиях на высокогорье в мексиканской Халапе, он установил свой последний личный рекорд в ходьбе на 20 км (1: 19.37), закрепившись на третьей позиции в мировом рейтинге всех времён в этой дисциплине.
На чемпионате мира 1987 года в Риме Канто, находясь в лидирующей группе, был дисквалифицирован за нарушение правил ходьбы на второй половине дистанции. Подобная судьба постигла атлета и на Олимпийских играх 1988 года в Сеуле.
Последнею победу Канто одержал в 1990 году, выиграв чемпионские титулы на Играх доброй воли в Сиэтле и Панамериканском кубка по спортивной ходьбе у себя на родине в Халапе. Он принял участие в своих третьих Олимпийских играх, заняв 29 место на 20-километровой дистанции ходьбы в Барселоне в 1992.
Умер на 62 году жизни от рака поджелудочной железы и печени.